# Liste der Phantastik-Preise
Die folgende Liste enthält Kulturpreise, die für Werke aus dem Bereich der Phantastik vergeben werden. Dazu gehören insbesondere die Genres:
- Science-Fiction
- Fantasy
- Horrorliteratur

Zu den Tabellenspalten:
Name
Der Name des Preises in der üblichen (nicht unbedingt vollständigen) Form. Bei der alphabetischen Sortierung werden vorangestellte generische Bezeichnungen wie Prix oder Premio sowie Artikel nicht berücksichtigt.
Genre
Einschränkungen hinsichtlich des Genres ausgezeichneter Werke.
Medium
Medien (Literatur, Comic, Film, Bildende Kunst) und ihre Unterformen
Sprache/Land/Region
Zeigt Einschränkungen für die Sprache ausgezeichneter Werke bzw. Autoren an. Auch wenn keine explizite Einschränkung existiert, aber de facto nur Autoren aus einer bestimmten Nation ausgezeichnet werden, erscheint das hier entsprechend, d. h. wenn laut den Statuten englischsprachige Werke ausgezeichnet werden, tatsächlich aber bislang alle oder fast alle Preisträger aus den USA kommen, steht hier englisch/USA.
seit
Jahr der Erstvergabe. Bei einigen Preisen vor allem in der Science-Fiction, bei denen im jeweils vorangegangenen Jahr erschienene Werke ausgezeichnet wurde, gab es lange Zeit die Praxis, sich abweichend vom Jahr der Vergabe auf das Erscheinungsjahr zu beziehen, das heißt der XYZ-Preis 1960 war der im Jahr 1961 für im Vorjahr erschienene Werke vergebene Preis. Die Jahresangaben hier beziehen sich stets auf das Vergabejahr.
bis
Bei nicht mehr vergebenen Preisen das letzte Vergabejahr
Bemerkung
Wird ein Preis in Verbindung oder in enger Beziehung mit einem anderen Preis vergeben, so erscheint hier ein entsprechender Verweis. Die Grenze zwischen eigenständigen Preisen und Preiskategorien mit eigenem Namen ist oft fließend.
| Name                                                                                               | Genre                    | Medium                      | Sprache                       | seit | bis  | Bemerkung |
| A                                                                                                  | A                        | A                           | A                             | A    | A    | A |
| -------------------------------------------------------------------------------------------------- | ------------------------ | --------------------------- | ----------------------------- | ---- | ---- | --- |
| A. Bertram Chandler Memorial Award                                                                 | SF                       | Literatur                   | englisch/Australien           | 1992 |      | |
| Prix ActuSF de l’uchronie                                                                          | SF/Uchronie              | Literatur                   | französisch                   | 2011 |      | |
| Aelita-Preis                                                                                       | Phantastik               | Literatur                   | russisch                      | 1981 |      | |
| Cena Akademie science fiction, fantasy a hororu / Cena Akademie SFFH                               | SF, Fantasy + Horror     | Literatur                   | tschechisch                   | 1995 |      | |
| Prix Alain Dorémieux                                                                               | SF                       | Literatur                   | französisch                   | 2000 | 2002 | Preis für junge Autoren |
| Prix Alain le Bussy                                                                                | SF                       | Literatur                   | französisch                   | 1993 |      | bis 2009 unter dem Namen Prix Infini-Galaxies                                                                                               |
| Premio Alberto Magno                                                                               | Phantastik               | Literatur                   | spanisch                      | 1989 |      | |
| Alexei Kondratiev Award                                                                            | Fantasy                  | Literatur                   | englisch                      | 2010 |      | für studentische Arbeiten aus dem Bereich Inklings/Myth and Fantasy Studies, siehe Mythopoeic Award                                         |
| Premio Alien                                                                                       | SF                       | Literatur                   | italienisch                   | 1994 | 2006 | |
| Alvar Appeltoffts Minnespris / Alvarpriset                                                         | SF                       | Literatur                   | schwedisch                    | 1977 |      | Fandom-Preis |
| Premio Apuliacon                                                                                   | SF                       | Literatur                   | italienisch                   | 2003 | 2007 | |
| Analog Award / Analog Readers Poll                                                                 | SF                       | Literatur                   | englisch                      | 1979 |      | |
| Analytical Laboratory Award                                                                        | SF                       | Literatur                   | englisch                      | 1938 | 1976 | Sieger der monatlichen Leserbefragung; siehe Analog Award                                                                                   |
| Andre Norton Award                                                                                 | SF                       | Literatur                   | englisch                      | 2006 |      | SF-Jugendbuchpreis |
| Ann Radcliffe Award                                                                                |                          |                             |                               |      |      | siehe Count Dracula Society Award |
| Annual Anthropomorphic Literature & Arts Award                                                     |                          |                             |                               |      |      | siehe Ursa Major Award |
| Prix Apollo                                                                                        | SF                       | Literatur                   | französisch                   | 1972 | 1990 | |
| Prix Art & Fact                                                                                    | Phantastik               | Kunst                       | französisch                   | 2001 |      | |
| Arthur C. Clarke Award                                                                             | SF                       | Literatur                   | englisch/UK                   | 1987 |      | |
| ASFA Web Award                                                                                     | SF                       | Kunst (Web)                 |                               | 2001 | 2001 | |
| ASFMA Award                                                                                        |                          |                             |                               |      |      | siehe Australian Science Fiction Media Awards                                                                                               |
| Premio Asimov                                                                                      |                          |                             |                               |      |      | |
| Asimov’s Science Fiction Magazine Readers’ Award / Asimov’s Readers’ Poll                          | SF                       | Literatur                   | englisch                      | 1987 |      | Sieger der jährlichen Leserbefragung |
| Asimov’s Undergraduate Award                                                                       | SF                       | Literatur                   | englisch                      | 1997 | 2004 | 2005 umbenannt in Dell Magazines Award |
| Prix Aslan                                                                                         | Phantastik               | Literatur                   | französisch                   | 2007 |      | wird zusammen mit dem Prix de la Ville de Liévin vergeben                                                                                   |
| Atorox-Preis / Atorox-palkinto                                                                     | SF&F                     | Literatur                   | finnisch                      | 1983 |      | |
| August Derleth Award                                                                               | Horror                   | Literatur                   | englisch                      | 2012 |      | Kategorie Horror des British Fantasy Award                                                                                                  |
| August Derleth Fantasy Award                                                                       | Fantasy                  | Literatur                   | englisch                      | 1972 |      | 2011 umbenannt in British Fantasy Award; seither Name des Preises in der Kategorie Bester Roman                                             |
| Aurealis Award                                                                                     | Phantastik               | Literatur                   | englisch/Australien           | 1996 |      | |
| Aurora Award / Prix Aurora                                                                         | SF&F                     | Literatur                   | englisch + französisch        | 1980 | 2010 | ab 2011 vereinigt mit dem Prix Boréal zum Prix Aurora-Boréal                                                                                |
| Prix Aurora-Boréal                                                                                 | SF&F                     | Literatur                   | englisch + französisch        | 2011 |      | siehe Aurora Award |
| Australian Science Fiction Achievement Award                                                       |                          |                             |                               |      |      | siehe Ditmar Award |
| Australian Science Fiction Media Awards                                                            | SF                       | Literatur                   | englisch/Australien           | 1984 | 1997 | Fandom-Preis (Kategorien für Fanzine, Fan-Autoren und -Künstler)                                                                            |
| Australian Shadows Award                                                                           | Horror                   | Literatur                   | englisch/Australien           | 2005 |      | |
| Author Emeritus Award                                                                              | SF&F                     | Literatur                   | englisch                      | 1995 | 2010 | Festredner beim Bankett zur Verleihung des Nebula Award                                                                                     |
| Premio Aznar                                                                                       | Phantastik               | Literatur                   | spanisch                      | 1992 | 1994 | siehe Premio Pablo Rido |
| B                                                                                                  |                          |                             |                               |      |      | |
| Balrog Award                                                                                       | SF&F                     | Literatur                   | englisch                      | 1979 | 1985 | |
| Prix Bifrost                                                                                       | SF, Phantastik           | Literatur                   | französisch                   | 2013 |      | Leserpreis des Magazins Bifrost |
| Big Heart Award                                                                                    | SF                       | Literatur                   |                               | 1969 |      | Auszeichnung für besonders verdiente Mitglieder des SF-Fandom                                                                               |
| Prix Bob Morane                                                                                    | SF, Fantasy + Thriller   | Literatur                   | französisch                   | 1999 |      | |
| Prix Boréal                                                                                        | SF + Phantastik          | Literatur                   | französisch                   | 1980 | 2010 | ab 2011 vereinigt mit dem Aurora Award zum Prix Aurora-Boréal                                                                               |
| Bram Stoker Award                                                                                  | Horror                   | Literatur                   | englisch                      | 1987 |      | |
| Breakthrough Performance Award                                                                     | SF, Fantasy + Horror     | Film                        | englisch                      | 2015 |      | siehe auch Saturn Award |
| British Fantasy Award                                                                              | Fantasy + Horror         | Literatur                   | englisch                      | 1972 |      | bis 2010 August Derleth Fantasy Award |
| British Science Fiction Association Award                                                          | SF&F                     | Literatur                   | englisch                      | 1970 |      | |
| C                                                                                                  |                          |                             |                               |      |      | |
| Le Cafard cosmique                                                                                 | Phantastik               | Literatur                   | französisch                   | 2003 | 2010 | |
| Canadian Science Fiction and Fantasy Achievement Award                                             | SF&F                     | Literatur                   | englisch + französisch        | 1986 | 1990 | offizieller Name des Prix Casper; 1991 umbenannt in Aurora Award                                                                            |
| Canadian Science Fiction and Fantasy Hall of Fame                                                  | SF&F                     | Literatur                   | englisch                      | 1980 |      | bis 2014 Kategorie Lifetime Achievement des Aurora Award                                                                                    |
| Carl Brandon Society Award                                                                         | Phantastik               | Literatur                   | englisch                      | 2005 | 2011 | Werke afroamerikanischer Autoren oder solche mit Rassenthematik                                                                             |
| Prix Casper                                                                                        | SF&F                     | Literatur                   | englisch + französisch        | 1986 | 1990 | 1991 umbenannt in Aurora Award |
| Premio Celsius                                                                                     | SF, Fantasy + Horror     | Literatur                   | spanisch                      | 2008 |      | |
| Chandler Award                                                                                     |                          |                             |                               |      |      | siehe A. Bertram Chandler Memorial Award |
| Checkpoint Fan Poll                                                                                | SF                       | Literatur                   | englisch                      | 1971 | 1979 | Leserbefragung des Fanzines Checkpoint |
| Chesley Award                                                                                      | SF                       | Kunst                       |                               | 1985 |      | ursprünglich ASFA Award |
| Clareson Award                                                                                     |                          |                             |                               |      |      | siehe SFRA Award |
| Coeurl Award                                                                                       | SF&F                     | Literatur                   | englisch + französisch        | 1980 | 1985 | 1986 umbenannt in Casper Award; siehe Aurora Award                                                                                          |
| Compton Crook Award                                                                                | SF, Fantasy + Horror     | Literatur                   | englisch/USA                  | 1983 |      | |
| Convenors’ Award                                                                                   | Phantastik               | Literatur                   | englisch                      | 2002 |      | siehe Aurealis Award |
| Copper Cylinder Award                                                                              | Phantastik               | Literatur                   | englisch/Kanada               | 2012 |      | |
| Cordwainer Smith Rediscovery Award                                                                 | SF                       | Literatur                   | englisch                      | 2001 |      | |
| Premio Cosmo                                                                                       | SF                       | Literatur                   | italienisch                   | 1990 | 1996 | |
| Prix Cosmos 2000                                                                                   | SF                       | Literatur                   | französisch                   | 1982 | 1996 | Übersetzungen englischer Autoren |
| Count Dracula Society Award                                                                        | Horror                   | Literatur                   | englisch                      | 1963 |      | |
| Cóyotl Award                                                                                       | Phantastik/Anthropomorph | Literatur                   | englisch                      | 2012 |      | |
| Crawford Award                                                                                     | Fantasy                  | Literatur                   | englisch                      | 1985 |      | Teil der IAFA Awards |
| Critics’ Choice Movie Award for Best Sci-Fi/Horror Movie                                           | SF, Horror               | Film                        | englisch                      | 2012 |      | |
| CSFFA Award                                                                                        |                          |                             |                               |      |      | abgekürzter offizieller Name des Prix Casper; siehe Aurora Award                                                                            |
| Curt-Siodmak-Preis                                                                                 | SF                       | Film                        | deutsch                       | 2003 |      | |
| Prix Cyrano                                                                                        | SF                       | Literatur                   | französisch                   | 2004 |      | siehe Prix Rosny aîné |
| D                                                                                                  |                          |                             |                               |      |      | |
| Prix Dagon                                                                                         | SF, Phantastik           | Literatur                   | französisch/Kanada/Quebec     | 1977 | 1980 | Preis des Magazins Requiem, nach Umbenennung des Magazins in Solaris umbenannt in Prix Solaris                                              |
| Damon Knight Memorial Grand Master Award                                                           | SF                       | Literatur                   | englisch                      | 1975 |      | auch bekannt als SFWA Grand Master Award |
| Darrell Award                                                                                      | SF, Fantasy + Horror     | Literatur                   | englisch/USA/Mittlerer Westen | 1996 |      | |
| Premio David de Ciencia Ficción                                                                    | SF                       | Literatur                   | spanisch/Kuba                 | 1979 |      | |
| David G. Hartwell Emerging Scholar Award                                                           | Phantastik               | Literatur                   | englisch/USA                  | 1987 |      | studentische Arbeiten; ursprünglich Kategorie Graduate Student Award der IAFA Awards; 2016 umbenannt                                        |
| David Gemmell Award                                                                                | Fantasy                  | Literatur                   | englisch                      | 2009 |      | |
| Deathrealm Award                                                                                   | Horror                   | Literatur                   | englisch                      | 1995 | 1996 | Leserpreis der Zeitschrift Deathrealm |
| Dell Magazines Award                                                                               | SF&F                     | Literatur                   | englisch USA                  | 1997 |      | studentische Arbeiten |
| Deutscher Fantasy Preis                                                                            | Fantasy                  | Literatur                   | deutsch                       | 1979 |      | |
| Deutscher Phantastik Preis                                                                         | Phantastik               | Literatur                   | deutsch                       | 1999 |      | |
| Deutscher Science Fiction Preis                                                                    | SF                       | Literatur                   | deutsch                       | 1985 |      | |
| Distinguished Scholarship Award                                                                    | SF                       | Literatur                   | englisch                      | 1986 |      | Kritik und Literaturwissenschaft |
| Ditmar Award                                                                                       | SF, Fantasy + Horror     | Literatur                   | englisch/Australien           | 1969 |      | |
| Premio Domingo Santos                                                                              | SF, Fantasy + Horror     | Literatur                   | spanisch                      | 1992 |      | |
| Double Gammas                                                                                      | SF                       | Literatur                   | englisch/Australien           | 1984 |      | Dr.-Who-Fandom-Preise |
| Dragon Award                                                                                       | SF, Fantasy + Horror     | Literatur                   | englisch                      |      |      | Publikumspreise der Dragon Con in Atlanta, Georgia                                                                                          |
| Dream Foundry Contest                                                                              | Phantastik               | Literatur, Kunst            | englisch/USA                  | 2019 |      | |
| Dwarf Stars Award                                                                                  | SF, Fantasy + Horror     | Literatur/Lyrik             | englisch                      | 2006 |      | |
| E                                                                                                  |                          |                             |                               |      |      | |
| Eaton Award                                                                                        | SF                       | Literatur                   | englisch                      | 1977 | 2013 | Kritik und Literaturwissenschaft |
| Edmond Hamilton Memorial Award                                                                     | SF                       | Literatur                   | englisch/USA                  | 1977 | 1986 | 1978 umbenannt in Hamilton-Brackett Memorial Award                                                                                          |
| Edward E. Smith Memorial Award                                                                     |                          |                             |                               |      |      | siehe Skylark Award |
| Prix Elbakin                                                                                       | Fantasy                  | Literatur                   | französisch                   | 2010 |      | Preis des Fantasy-Portals Elbakin.net |
| Elgin Award                                                                                        | SF                       | Literatur/Lyrik             | englisch                      | 2013 |      | |
| Emperor Norton Award                                                                               | SF                       | Literatur                   | englisch/USA                  | 2003 | 2011 | |
| Empire Award for Best Sci-Fi/Fantasy                                                               | SF, Fantasy              | Film                        | englisch                      | 2006 |      | |
| Endeavour Award                                                                                    | SF&F                     | Literatur                   | englisch/USA/Nordwesten       | 1999 |      | |
| Eugie Foster Memorial Award                                                                        | Phantastik               | Literatur                   | englisch                      | 2016 |      | Kurzgeschichtenpreis |
| Eurocon Award                                                                                      |                          |                             |                               |      |      | siehe European Science Fiction Society Award                                                                                                |
| European Science Fiction Society Award                                                             | SF                       | Literatur                   | international                 | 1972 |      | |
| Prix européen Utopiales des pays de la Loire                                                       | SF                       | Literatur                   | französisch                   | 2007 |      | auf Französische erschienene Romane und Erzählungen europäischer Autoren; siehe Prix Utopiales                                              |
| Evans-Freehafer Award                                                                              | SF                       | Literatur                   | englisch                      | 1959 |      | Preis für verdiente Mitglieder der Los Angeles Science Fantasy Society (LASFS)                                                              |
| Prix Extraordinaire des Utopiales                                                                  | SF                       | Literatur                   | französisch                   | 2015 |      | siehe Prix Utopiales |
| F                                                                                                  |                          |                             |                               |      |      | |
| Fan Activity Achievement Award / FAAn                                                              | Phantastik               | Literatur                   | englisch                      | 1976 |      | Fandom-Preis für Fanzines, Fan-Autoren und -Künstler; 1981 bis 1993 nicht vergeben                                                          |
| Premio Fantascienza e dintorni                                                                     | SF                       | Literatur                   | italienisch                   | 2004 | 2006 | |
| Premio Fantascienza.com                                                                            | SF                       | Literatur                   | italienisch                   | 2002 | 2006 | |
| Prix Fantastica / Prix Fantastic’ Arts                                                             | Phantastik               | Film                        | französisch                   | 1994 |      | siehe Prix Gérardmer |
| First Fandom Hall of Fame Award                                                                    | SF                       | Literatur                   | englisch                      | 1976 |      | Mitglieder des First Fandom |
| First Fandom Sam Moskowitz Archive Award                                                           | SF                       | Literatur                   | englisch                      | 1998 |      | verdiente SF-Sammler |
| Forry Award                                                                                        | SF&F                     | Literatur                   | englisch                      | 1966 |      | |
| Franson Award                                                                                      | Fantasy                  | Literatur                   | englisch                      | 1991 |      | Preis für verdiente Mitglieder der National Fantasy Fan Federation (N3F)                                                                    |
| Premio Future Shock                                                                                | SF                       | Literatur                   | italienisch                   | 1991 | 2016 | |
| Prix Futuriales Révélation                                                                         | Phantastik               | Literatur                   | französisch                   | 2010 |      | |
| G                                                                                                  |                          |                             |                               |      |      | |
| Premio Galassia                                                                                    | SF                       | Literatur                   | italienisch                   | 2003 | 2007 | Kurzgeschichten |
| Prix Galaxie                                                                                       | SF                       | Literatur                   | französisch                   | 1988 | 1988 | nur einmal 1988 an Emmanuel Jouanne vergebener Preis                                                                                        |
| Galaxy Award                                                                                       |                          |                             |                               |      |      | siehe Yinhe-Preis |
| Gallun Award                                                                                       | SF                       | Literatur                   | englisch                      | 1985 | 2006 | ursprünglich Kategorie Lifetime Achievement des I-CON Award                                                                                 |
| Gandalf Award                                                                                      | Fantasy                  | Literatur                   | englisch                      | 1974 | 1981 | |
| Gaylactic Spectrum Award / Gaylactic Network Spectrum Award                                        | SF, Fantasy + Horror     | Literatur                   | englisch                      | 1999 |      | für Werke, die sich mit LGBT-Themen auseinandersetze                                                                                        |
| Geffen-Preis                                                                                       | SF                       | Literatur                   | hebräisch                     | 1999 |      | Übersetzungen ins Hebräische |
| George Turner Prize                                                                                | SF                       | Literatur                   | englisch/Australien           | 1998 | 2000 | |
| Gemmell Award                                                                                      |                          |                             |                               |      |      | siehe David Gemmell Award |
| George Pal Memorial Award                                                                          | SF, Fantasy + Horror     | Film                        | englisch                      | 1975 |      | siehe auch Saturn Award |
| Prix Gérardmer / Prix du festival international du film fantastique de Gérardmer                   | Phantastik               | Film, Literatur             | französisch                   | 1994 |      | |
| Premio Gigamesh                                                                                    | Phantastik               | Literatur                   | spanisch                      | 1984 | 2000 | |
| Premio Giulio Verne                                                                                | SF                       | Literatur                   | italienisch                   | 2010 |      | |
| Golden Aurealis                                                                                    |                          |                             |                               | 2005 | 2008 | siehe Aurealis Award |
| Golden Brush Award                                                                                 | SF                       | Kunst                       |                               | 1990 |      | siehe Writers and Illustrators of the Future Award                                                                                          |
| Golden Duck Award                                                                                  | SF                       | Literatur                   | englisch                      | 1992 | 2017 | Preis für Kinder-SF |
| Golden Pen Award                                                                                   | SF                       | Literatur                   | englisch                      | 1986 |      | siehe Writers and Illustrators of the Future Award                                                                                          |
| Golden Scroll                                                                                      |                          |                             |                               |      |      | siehe Saturn Award |
| Goodreads Choice Award                                                                             | Phantastik               | Literatur                   | englisch                      | 2009 |      | einschlägige Kategorien, insbesondere Science Fiction und Fantasy                                                                           |
| Graduate Student Paper Award                                                                       | SF&F                     | Literatur                   | englisch                      | 2000 |      | Arbeiten junger Wissenschaftler; siehe SFRA Award                                                                                           |
| Grand Prix de l’Imaginaire                                                                         | Phantastik               | Literatur                   | französisch                   | 1974 |      | |
| Grand Prix de la science-fiction et du fantastique québécois                                       | SF, Phantastik           | Literatur                   | französisch/Kanada/Quebec     | 1984 | 2007 | siehe Prix Jacques-Brossard |
| Grand Prix de la Science-Fiction Française                                                         | Phantastik               | Literatur                   | französisch                   | 1974 | 1991 | bis 1991 Name des heutigen Grand Prix de l’Imaginaire                                                                                       |
| Grand prix du jury des Utopiales                                                                   | SF (Film)                | Literatur                   | international                 | 2000 |      | siehe Prix Utopiales |
| Grand Prix du roman de science-fiction                                                             | SF                       | Literatur                   | französisch                   | 1954 | 1957 | |
| Graoully d’or                                                                                      | SF                       | Literatur                   | französisch                   | 1978 | 1982 | |
| H                                                                                                  |                          |                             |                               |      |      | |
| H. P. Lovecraft Award                                                                              |                          |                             |                               |      |      | siehe World Fantasy Award |
| Hal Clement Award                                                                                  |                          |                             |                               |      |      | siehe Golden Duck Award |
| Hamilton-Brackett Memorial Award                                                                   | SF                       | Literatur                   | englisch/USA                  | 1977 | 1986 | |
| Harland Award                                                                                      | SF, Fantasy + Horror     | Literatur                   | niederländisch                | 1976 |      | |
| Hayakawa S-F Magazin Leserpreis                                                                    | SF                       | Literatur                   | japanisch                     | 1989 | 2007 | |
| Prix Hommage visionnaire                                                                           | SF                       | Literatur                   | französisch/Kanada            | 2013 |      | alle zwei Jahre vergeben |
| HOMer Award                                                                                        | SF&F                     | Literatur                   | englisch                      | 1990 | 2000 | |
| Hubbard Lifetime Achievement Award                                                                 | SF                       | Literatur                   | englisch                      | 1997 | 2007 | siehe Writers and Illustrators of the Future Award                                                                                          |
| Hugo Award                                                                                         | SF&F                     | Literatur                   | englisch                      | 1953 |      | |
| I                                                                                                  |                          |                             |                               |      |      | |
| IAFA Award                                                                                         |                          |                             |                               |      |      | |
| IAFA Fantasy Award                                                                                 |                          |                             |                               |      |      | siehe Crawford Award |
| Icarus Award                                                                                       | Fantasy                  | Literatur                   | englisch                      | 1988 | 1995 | Newcomer-Preis bei den British Fantasy Awards                                                                                               |
| I-CON Award                                                                                        | SF                       | Literatur                   | englisch                      | 1985 | 2006 | |
| ICONosphere Award                                                                                  | SF                       | Literatur                   |                               | 2000 | 2001 | für „Excellence in Behind-the-Scenes work in Science Fiction“ im Rahmen des I-CON Award                                                     |
| Premio Ignotus                                                                                     | Phantastik               | Literatur                   | spanisch                      | 1991 |      | |
| Igor-Chalymbadscha-Orden der Ritter der Phantastik                                                 | Phantastik               | Literatur                   | russisch                      | 2002 |      | im Rahmen des Aelita-Preises für Beiträge zur Entwicklung der russischen Fankultur                                                          |
| Illustrators of the Future Award                                                                   | SF                       | Kunst                       |                               | 1988 |      | siehe Writers and Illustrators of the Future Award                                                                                          |
| Imadjinn Award                                                                                     | Phantastik               | Literatur                   | englisch                      | 2014 |      | |
| Prix Imaginales                                                                                    | Fantasy                  | Literatur                   | französisch                   | 2002 |      | |
| Prix Infini-Galaxies                                                                               | SF                       | Literatur                   | französisch                   | 1993 | 2009 | seit 2010 unter dem Namen Prix Alain le Bussy                                                                                               |
| International Fantasy Award                                                                        | SF&F                     | Literatur                   | englisch                      | 1951 | 1957 | Belletristik und Sachbuch |
| International Horror Guild Award                                                                   | Horror                   | Literatur                   | englisch                      | 1995 | 2008 | |
| Interzone Readers Poll                                                                             | SF                       | Literatur                   | englisch                      | 1984 |      | Sieger der jährlichen Leserabstimmung des Magazins Interzone                                                                                |
| Invisible Little Man Award                                                                         | SF&F                     | Literatur                   | englisch                      | 1950 | 1980 | |
| Isaac Asimov Award for Undergraduate Excellence in Science Fiction and Fantasy Short Story Writing | SF&F                     | Literatur                   | englisch                      | 1993 | 2004 | studentische Arbeiten; Name seit 2005 geändert in Dell Magazines Award                                                                      |
| ISFiC Writer’s Contest                                                                             | SF                       | Literatur                   | englisch/USA/Illinois         | 1986 |      | Schreibwettbewerb, veranstaltet von Illinois Science Fiction in Chicago (ISFiC)                                                             |
| Premio Italia                                                                                      | SF&F                     | Literatur                   | italienisch                   | 1972 |      | |
| Iwan-Jefremow-Preis                                                                                | Phantastik               | Literatur                   | russisch                      | 1987 |      | Preis für Beiträge zur Entwicklung der russischen Phantastik im Rahmen der Aelita-Preise                                                    |
| J                                                                                                  |                          |                             |                               |      |      | |
| J. Lloyd Eaton Memorial Award                                                                      |                          |                             |                               |      |      | siehe Eaton Award |
| Jack Gaughan Award                                                                                 | SF                       | Kunst                       |                               | 1986 |      | |
| Prix Jacques-Brossard                                                                              | SF, Phantastik           | Literatur                   | französisch/Kanada/Quebec     | 1984 |      | bis 2007 Grand Prix de la science-fiction et du fantastique québécois                                                                       |
| James Tiptree, Jr. Award                                                                           | SF&F                     | Literatur                   | englisch                      | 1992 |      | für Werke, die die Geschlechterrollen untersuchen und erweitern                                                                             |
| James White Award                                                                                  | SF                       | Literatur                   | englisch                      | 2001 |      | Kurzgeschichten |
| Jamie Bishop Memorial Award                                                                        | Phantastik               | Literatur                   | international                 | 2007 |      | wissenschaftliche Arbeit; verliehen im Rahmen des IAFA Award                                                                                |
| Janusz-A.-Zajdel-Preis                                                                             | SF                       | Literatur                   | polnisch                      | 1984 |      | |
| Japan Fantasy Novel Award / Nihon Fantashī Noberu Taishō                                           | Fantasy                  | Literatur                   | japanisch                     | 1989 | 2013 | |
| Prix Jean Ray                                                                                      | Fantasy                  | Literatur                   | französisch/Belgien           | 1972 | 1977 | |
| Prix jeunesse de science-fiction et de fantastique québécois                                       | SF, Fantasy, Phantastik  | Literatur                   | französisch/Kanada/Quebec     | 2006 | 2007 | siehe Prix jeunesse des univers parallèles                                                                                                  |
| Prix jeunesse des univers parallèles                                                               | SF, Fantasy, Phantastik  | Literatur                   | französisch/Kanada/Quebec     | 2008 |      | |
| Prix Joël Champetier                                                                               | Phantastik               | Literatur                   | französisch                   | 2016 |      | |
| John W. Campbell Award for Best New Writer in Science Fiction                                      | SF                       | Literatur                   | englisch                      | 1973 |      | für Erstlingswerke |
| John W. Campbell Memorial Award for Best Science Fiction Novel                                     | SF                       | Literatur                   | englisch                      | 1973 |      | |
| Prix Jules-Verne                                                                                   | SF                       | Literatur                   | französisch                   | 1927 | 1963 | von 1934 bis 1957 nicht vergeben |
| Jules Verne Prize                                                                                  | SF                       | Literatur                   | englisch                      | 1934 | 1934 | |
| Premio Juli Verne                                                                                  | SF                       | Literatur                   | katalanisch/Andorra           | 1993 | 1998 | |
| Prix Julia-Verlanger                                                                               | SF                       | Literatur                   | französisch                   | 1986 |      | |
| Jupiter Award                                                                                      | SF                       | Literatur                   | englisch                      | 1974 | 1978 | |
| K                                                                                                  |                          |                             |                               |      |      | |
| Karl Edward Wagner Award                                                                           | Fantasy                  | Literatur                   | englisch                      | 1997 |      | Spezialpreis bei den British Fantasy Awards                                                                                                 |
| Kaymar Award                                                                                       | Fantasy                  | Literatur                   | englisch                      | 1959 |      | Fantasy-Fandom-Preis der National Fantasy Fan Federation                                                                                    |
| Kevin O’Donnell Jr. Service to SFWA Award                                                          | SF                       | Literatur                   | englisch/USA                  | 1996 |      | für Mitglieder der SFWA; siehe SFWA Award                                                                                                   |
| Prix Khimaira                                                                                      | Phantastik               | Literatur                   | französisch                   | 2006 | 2006 | nur einmal vergebener Preis des Magazins Khimaira                                                                                           |
| Kurd-Laßwitz-Preis                                                                                 | SF                       | Literatur                   | deutsch                       | 1981 |      | |
| King Kong Award                                                                                    |                          |                             |                               |      |      | siehe Harland Award |
| Premio Kipple                                                                                      | SF                       | Literatur                   | italienisch                   | 2008 |      | |
| The Kitschies                                                                                      | SF, Fantasy + Horror     | Literatur                   | englisch                      | 2010 |      | |
| L                                                                                                  |                          |                             |                               |      |      | |
| Lambda Literary Awards (Kategorie Science Fiction, Fantasy and Horror)                             | SF, Fantasy + Horror     | Literatur                   | englisch                      | 1989 |      | für Werke aus dem Themenbereich LGBT |
| Premio Literario Xatafi-Cyberdark                                                                  | SF, Fantasy + Horror     | Literatur                   | spanisch                      | 2006 | 2010 | |
| Legend Award for Best Fantasy Novel                                                                | Fantasy                  | Literatur                   | englisch                      | 2011 |      | siehe David Gemmell Award |
| Lewis Carroll Shelf Award                                                                          | Phantastik               | Literatur                   | englisch                      | 1958 | 1979 | Kinder- und Jugendbücher in der Nachfolge von Carrolls Alice im Wunderland                                                                  |
| Life Career Award                                                                                  | SF, Fantasy + Horror     | Film                        | englisch                      | 1976 |      | siehe auch Saturn Award |
| Locus Award                                                                                        | SF&F                     | Literatur                   | englisch                      | 1971 |      | Leserpreis des Magazins Locus |
| Lord Ruthven Award                                                                                 | Horror                   | Literatur                   | englisch                      | 1989 |      | literarische oder wissenschaftliche Werke über Vampire                                                                                      |
| Premio Lovecraft                                                                                   | SF, Fantasy + Horror     | Literatur                   | italienisch                   | 1977 | 2008 | |
| Prix du Lundi                                                                                      | SF                       | Literatur                   | französisch                   | 2006 | 2015 | |
| M                                                                                                  |                          |                             |                               |      |      | |
| Manly Wade Wellman Award                                                                           | SF&F                     | Literatur                   | englisch/USA/North Carolina   | 2014 |      | |
| Marburg Award                                                                                      | Horror                   | Literatur                   | deutsch                       | 1990 |      | |
| Mary Kay Bray Award                                                                                | SF&F                     | Literatur                   | englisch                      | 2002 |      | Essays, Interviews oder Rezensionen; siehe SFRA Award                                                                                       |
| Prix Masterton                                                                                     | Horror, Phantastik       | Literatur                   | französisch                   | 2000 |      | |
| Prix du meilleur jeu vidéo réalisé à la Game Jam                                                   |                          |                             |                               |      |      | siehe Prix Utopiales |
| Prix du meilleur scénario de jeux de rôle                                                          |                          |                             |                               |      |      | siehe Prix Utopiales |
| Prix de la meilleure bande dessinée de science-fiction                                             | SF                       | Comic                       | französisch                   | 2003 |      | siehe Prix Utopiales |
| El Melocotón Mecánico                                                                              | SF, Fantasy + Horror     | Literatur                   | spanisch                      | 2001 | 2007 | Kurzgeschichten-Schreibwettbewerb |
| Méliès d’argent                                                                                    | SF                       | Film                        | französisch                   | 2003 |      | Kurzfilm; siehe Prix Utopiales |
| Méliès d’or                                                                                        | SF                       | Film                        | französisch                   | 1996 |      | |
| Prix Merlin                                                                                        | Phantastik               | Literatur                   | französisch                   | 2002 | 2014 | |
| Milford Award                                                                                      | Phantastik               | Literatur                   | englisch                      | 1980 | 1997 | |
| Millennium Prijs                                                                                   |                          |                             |                               |      |      | siehe Harland Award |
| Minnesota Fantasy Award                                                                            | SF, Fantasy + Horror     | Literatur                   | englisch/USA/Minnesota        |      |      | Preis der Arcana-Convention |
| Premio Minotauro                                                                                   | SF, Fantasy + Horror     | Literatur                   | spanisch                      | 2004 |      | |
| Morningstar Award                                                                                  | Fantasy                  | Literatur                   | englisch                      | 2010 |      | Kategorie Bestes Debüt des David Gemmell Award                                                                                              |
| Moskowitz Archive Award                                                                            |                          |                             |                               |      |      | siehe First Fandom Sam Moskowitz Archive Award                                                                                              |
| Moskowitz Award                                                                                    | SF                       | Literatur                   | englisch                      | 1998 | 2002 | verliehen im Rahmen des I-CON Award |
| Mrs. Ann Radcliffe Award                                                                           |                          |                             |                               |      |      | siehe Count Dracula Society Award |
| Mythopoeic Award                                                                                   | Phantastik               | Literatur                   | englisch                      | 1971 |      | Kategorien für literarische und wissenschaftliche Werke; Schwerpunkt auf High Fantasy                                                       |
| N                                                                                                  |                          |                             |                               |      |      | |
| Nebula Award                                                                                       | SF&F                     | Literatur                   | englisch                      | 1966 |      | |
| Neffy Award                                                                                        | Fantasy                  | Literatur                   | englisch                      | 2005 |      | |
| Niels-Klim-Preis                                                                                   | SF                       | Literatur                   | dänisch                       | 2011 |      | |
| Nihon SF Taishō                                                                                    | SF                       | Literatur                   | japanisch                     | 1980 |      | |
| Nommo Award                                                                                        | Phantastik               | Literatur                   | englisch/Afrika               | 2017 |      | Werke afrikanischer Autoren |
| Norma K. Hemming Award                                                                             | SF&F                     | Literatur                   | englisch/Australien           | 2010 |      | Werke, die sich mit Rasse, Geschlecht, Sexualität, Klasse oder Behinderung auseinandersetzen                                                |
| Nova Award                                                                                         | SF                       | Literatur                   | englisch                      | 1973 | 2015 | SF-Fanzines |
| Nouveau Grand Prix de la science-fiction française                                                 |                          |                             |                               |      |      | siehe Prix du Lundi |
| O                                                                                                  |                          |                             |                               |      |      | |
| Premio Odissea                                                                                     | Phantastik               | Literatur                   | italienisch                   | 2006 |      | |
| Premio Oltrecosmo                                                                                  | SF                       | Literatur                   | italienisch                   | 2005 | 2007 | Kurzgeschichten |
| Premio Omelas                                                                                      | SF                       | Literatur                   | italienisch                   | 2002 | 2003 | Werke mit Menschenrechts-Thematik |
| Prix Ozone                                                                                         | Phantastik               | Literatur                   | französisch                   | 1997 | 2000 | Preis des Magazins Ozone |
| P                                                                                                  |                          |                             |                               |      |      | |
| Premio Pablo Rido                                                                                  | Phantastik               | Literatur                   | spanisch                      | 1995 | 2008 | Kurzgeschichtenpreis |
| Parsec Award                                                                                       | SF                       | Literatur                   | englisch                      | 2006 |      | SF-Podcasts |
| Pat Terry Award                                                                                    | SF                       | Literatur                   | englisch                      | 1970 | 1982 | humoristische SF |
| Paul Harland Prijs                                                                                 |                          |                             |                               |      |      | siehe Harland Award |
| Peter McNamara Achievement Award                                                                   | SF                       | Literatur                   | englisch/Australien           | 2002 |      | |
| Peter McNamara Conveners’ Award                                                                    | Phantastik               | Literatur                   | englisch                      | 2002 |      | siehe Aurealis Award |
| Pegasus Award                                                                                      | Phantastik               | Musik/Filk                  | englisch                      | 1984 |      | |
| Phantastik-Literaturpreis Seraph                                                                   | Phantastik               | Literatur                   | deutsch                       | 2012 |      | |
| Phantastik-Preis der Stadt Wetzlar                                                                 | Phantastik               | Literatur                   | deutsch                       | 1983 |      | |
| Philip K. Dick Award                                                                               | SF                       | Literatur                   | englisch                      | 1982 |      | |
| Phoenix Award                                                                                      | SF                       | Literatur                   | englisch/USA/Südstaaten       | 1970 |      | |
| Pilgrim Award                                                                                      | SF&F                     | Literatur                   | englisch                      | 1970 |      | Forschungspreis |
| Pioneer Award                                                                                      | SF&F                     | Literatur                   | englisch                      | 1990 |      | Preis für literaturkritische Essays im Rahmen der SFRA Awards                                                                               |
| Prix Planète SF des blogueurs                                                                      | Phantastik               | Literatur                   | französisch                   | 2011 |      | Arbeiten von Bloggern und Selfpublishern |
| President’s Memorial Award                                                                         | SF, Fantasy + Horror     | Film                        | englisch                      | 1982 |      | siehe auch Saturn Award |
| Prometheus Award                                                                                   | SF                       | Literatur                   | englisch                      | 1979 |      | libertäre Werke |
| Q                                                                                                  |                          |                             |                               |      |      | |
| Quill Award                                                                                        | SF, Fantasy + Horror     | Literatur                   | englisch                      | 2005 | 2007 | Kategorie Science Fiction / Fantasy / Horror                                                                                                |
| R                                                                                                  |                          |                             |                               |      |      | |
| Ravenheart Award                                                                                   | Fantasy                  | Kunst                       |                               | 2010 |      | Kategorie Bestes Umschlagbild des David Gemmell Award                                                                                       |
| Ray Bradbury Award                                                                                 | SF                       | Literatur                   | englisch                      | 1992 |      | Drehbuchpreis der SFWA |
| Readercon Small Press Award                                                                        | SF                       | Literatur                   | englisch                      | 1987 | 1992 | |
| Retro Hugo Award                                                                                   | SF&F                     | Literatur                   | englisch                      | 1996 |      | retrospektiver Preis im Rahmen der Hugo Awards                                                                                              |
| Rhysling Award                                                                                     | SF                       | Literatur/Lyrik             | englisch                      | 1978 |      | |
| Richard Evans Memorial Prize                                                                       | SF                       | Literatur                   | englisch                      | 1999 | 2006 | |
| Trofeo RiLL                                                                                        | Phantastik               | Literatur                   | italienisch                   | 1994 |      | |
| Robert A. Collins Service Award                                                                    | SF                       | Literatur                   | englisch                      | 1985 |      | unregelmäßig an Funktionäre der IAFA; siehe IAFA Award                                                                                      |
| Robert A. Heinlein Award                                                                           | SF                       | Literatur                   | englisch                      | 2003 |      | |
| Prix Robert Duterme                                                                                | Phantastik               | Literatur                   | französisch                   | 1996 |      | alle 4 Jahre vergeben |
| Robert Holdstock Award                                                                             | Fantasy                  | Literatur                   | englisch                      | 2012 |      | bester Fantasy-Roman bei den British Fantasy Awards; zuvor August Derleth Fantasy Award                                                     |
| Robert-Sheckley-Preis                                                                              | SF                       | Literatur                   | deutsch                       | 1983 | 1984 | kurzlebiger Preis des Bastei Verlags für Sieger eines Kurzgeschichtenwettbewerbs                                                            |
| Premio Robot                                                                                       | SF                       | Literatur                   | italienisch                   | 1976 |      | Preis des Online-Magazins Robot |
| Rondo Hatton Horror Award                                                                          | Horror                   | Film                        | englisch                      | 2002 |      | Filme und Filmliteratur |
| Prix Rosny aîné                                                                                    | SF                       | Literatur                   | französisch                   | 1980 |      | |
| Prix Rosny aîné                                                                                    | SF                       | Literatur                   | französisch                   | 1954 | 1954 | nur einmal vergebener Preis, siehe Prix Rosny aîné                                                                                          |
| Rotsler Memorial Fanzine Artist Award                                                              | SF                       | Kunst                       |                               | 1998 |      | Künstler aus dem SF-Fandom |
| S                                                                                                  |                          |                             |                               |      |      | |
| Salam Award for Imaginative Fiction                                                                | SF, Phantastik           | Literatur                   | englisch                      | 2017 |      | pakistanischer Kurzgeschichtenpreis |
| Sam Moskowitz Award                                                                                | SF                       | Literatur                   | englisch                      | 1998 | 2002 | verliehen im Rahmen des I-CON Award |
| Sam Moskowitz Archive Award                                                                        |                          |                             |                               |      |      | siehe First Fandom Sam Moskowitz Archive Award                                                                                              |
| Sapphire Award                                                                                     | Phantastik               | Literatur                   | englisch                      | 1995 | 2005 | Preis für Speculative Romance, das heißt eine Verbindung von Speculative Fiction (Phantastik) und Romance (Liebesroman)                     |
| Saturn Award                                                                                       | SF, Fantasy + Horror     | Film                        | englisch                      | 1973 |      | |
| Science Fiction Age Readers Poll                                                                   | SF                       | Literatur                   | englisch                      | 1994 | 2000 | Leserpreis des Magazins Science Fiction Age                                                                                                 |
| Science Fiction & Fantasy Translation Award                                                        | SF&F                     | Literatur                   | englisch                      | 2011 | 2013 | Übersetzerpreis |
| Science Fiction Book Club Award                                                                    | SF                       | Literatur                   | englisch/USA                  | 1986 | 1996 | Verlagspreis des Science Fiction Book Club                                                                                                  |
| Science Fiction Chronicle Readers Poll                                                             | SF                       | Literatur                   | englisch                      | 1982 | 1998 | Leserpreis der Zeitschrift Science Fiction Chronicle                                                                                        |
| Science Fiction Hall of Fame                                                                       |                          |                             |                               |      |      | siehe Science Fiction and Fantasy Hall of Fame                                                                                              |
| Science Fiction and Fantasy Hall of Fame                                                           | SF&F                     | Literatur                   | englisch                      | 1996 |      | Autoren und Werke aus Literatur und anderen Kunstformen                                                                                     |
| Science Fiction & Fantasy Translation Award                                                        | SF&F                     | Literatur                   | englisch                      | 2011 |      | für Übersetzungen ins Englische |
| Science Fiction Research Association Award                                                         |                          |                             |                               |      |      | siehe SFRA Award |
| Scream Award                                                                                       | Horror, SF + Fantasy     | Film                        | englisch                      | 2006 | 2011 | |
| Prix Septième Continent                                                                            | SF, Phantastik           | Literatur                   | französisch                   | 1985 | 1996 | |
| Seiun-Preis                                                                                        | SF&F                     | Literatur                   | japanisch                     | 1970 |      | |
| Senagalactica                                                                                      | SF                       | Literatur                   | italienisch                   | 2013 |      | |
| Sense of Gender Award                                                                              | SF&F                     | Literatur                   | japanisch                     | 2001 |      | Gender-spezifische Themen |
| Service to SFWA Award                                                                              |                          |                             |                               |      |      | siehe Kevin O’Donnell Jr. Service to SFWA Award                                                                                             |
| Prix de la SF de Metz                                                                              | SF                       | Literatur                   | französisch                   | 1978 | 1982 | |
| SF&F Translation Award                                                                             |                          |                             |                               |      |      | siehe Science Fiction & Fantasy Translation Award                                                                                           |
| SF Site Readers Poll                                                                               | SF                       | Literatur                   | englisch                      | 1999 | 2013 | Leserpreis der Webseite SF Site |
| SFBC Award                                                                                         |                          |                             |                               |      |      | siehe Science Fiction Book Club Award |
| Sfinks-Preis                                                                                       | SF                       | Literatur                   | polnisch                      | 1984 | 1985 | 1985 umbenannt in Janusz-A.-Zajdel-Preis |
| SESFA Award                                                                                        | SF, Fantasy + Horror     | Literatur                   | englisch/USA/Südosten         | 2002 | 2006 | |
| SFERA-Preis (Nagrada SFERA)                                                                        | SF                       | Literatur                   | kroatisch                     | 1981 | 2014 | |
| SFPA Poetry Contest                                                                                | SF&F                     | Literatur/Lyrik             | englisch                      | 2006 |      | |
| SFRA Award                                                                                         | SF&F                     | Literatur                   | englisch                      | 1990 |      | Gruppe von Preisen der Science Fiction Research Association                                                                                 |
| SFWA Award                                                                                         | SF&F                     | Literatur                   | englisch                      | 1975 |      | Gruppe von Preisen der Science Fiction and Fantasy Writers of America                                                                       |
| SFWA Grand Master Award                                                                            | SF                       | Literatur                   | englisch                      | 1975 |      | auch bekannt als Damon Knight Memorial Grand Master Award                                                                                   |
| Shirley Jackson Award                                                                              | Phantastik               | Literatur                   | englisch                      | 2008 |      | |
| Sidewise Award for Alternate History                                                               | SF/Uchronie              | Literatur                   | englisch                      | 1996 |      | |
| Sir Julius Vogel Award                                                                             | SF, Fantasy + Horror     | Literatur                   | englisch/Neuseeland           | 1989 |      | |
| Skylark Award                                                                                      | SF                       | Literatur                   | englisch                      | 1966 |      | |
| SLF Fountain Award                                                                                 | Phantastik               | Literatur                   | englisch                      | 2003 | 2005 | Kurzgeschichtenpreis der Speculative Literature Foundation                                                                                  |
| Prix Solaris                                                                                       | SF, Phantastik           | Literatur                   | französisch/Kanada            | 1981 |      | Kurzgeschichtenpreis des Magazins Solaris                                                                                                   |
| Solstice Award                                                                                     | SF                       | Literatur                   | englisch                      | 2009 |      | Auszeichnung der SFWA für das Lebenswerk |
| Southeastern Science Fiction Achievement Award                                                     |                          |                             |                               |      |      | siehe SESFA Award |
| Spacey Awards                                                                                      | SF, Fantasy + Horror     | Film, TV, Videospiel        | englisch                      | 2003 | 2007 | |
| Spectrum Award                                                                                     | SF, Fantasy + Horror     | Literatur                   | englisch                      | 1994 |      | |
| Premio Star Trek                                                                                   | SF                       | Literatur                   | italienisch                   | 2007 |      | Texte aus dem Star-Trek-Universum |
| Start-Preis                                                                                        | Phantastik               | Literatur                   | russisch                      | 1989 |      | Preis für Erstlingswerke im Rahmen des Aelita-Preises                                                                                       |
| Stephen R. Donaldson Award                                                                         | Phantastik               | Literatur                   | englisch                      | 1997 |      | Preis für besondere Verdiente um die IAFA, siehe IAFA Award                                                                                 |
| Stephen Tall Memorial Award                                                                        |                          |                             |                               |      |      | siehe Compton Crook Award |
| Storyolympiade                                                                                     | Phantastik               | Literatur                   | deutsch                       | 1999 |      | |
| Sunburst Award                                                                                     | Phantastik               | Literatur                   | englisch/Kanada               | 2001 |      | |
| Sydney J. Bounds Award                                                                             | Fantasy                  | Literatur                   | englisch                      | 2009 |      | Newcomer-Preis bei den British Fantasy Awards                                                                                               |
| T                                                                                                  |                          |                             |                               |      |      | |
| Tähtifantasia-Preis / Tähtifantasia-palkinto                                                       | Fantasy                  | Literatur                   | finnisch                      | 2007 |      | |
| Tähtivaeltaja-Preis / Tähtivaeltaja-palkinto                                                       | SF                       | Literatur                   | finnisch                      | 2005 |      | |
| Theodore Sturgeon Memorial Award                                                                   | SF                       | Literatur                   | englisch                      | 1987 |      | Kurzgeschichtenpreis |
| Thomas D. Clareson Award                                                                           | SF&F                     | Literatur                   | englisch                      | 1996 |      | für Verdienste um SF-Forschung und -Studium, Herausgabe, Kritik, Publikation und öffentliche Wahrnehmung von SF&F im Rahmen der SFRA Awards |
| Prix Tour Eiffel                                                                                   | SF                       | Literatur                   | französisch                   | 1997 | 2002 | |
| U                                                                                                  |                          |                             |                               |      |      | |
| Prix Une autre Terre                                                                               | SF                       | Literatur                   | französisch                   | 2006 |      | |
| Premio UPC / Premio Universitat Politècnica de Catalunya                                           | SF                       | Literatur                   | spanisch                      | 1991 |      | |
| Premio Urania                                                                                      | SF                       | Literatur                   | italienisch                   | 1989 |      | Preis des Magazins Urania |
| Ursa Major Award                                                                                   | Phantastik/Anthropomorph | Literatur                   | englisch                      | 2001 |      | |
| Prix Utopia                                                                                        | SF                       | Literatur                   | französisch                   | 1998 | 2005 | |
| Prix Utopiales                                                                                     | SF                       | Literatur                   | französisch                   |      |      | |
| Prix Utopiales européen jeunesse                                                                   | SF                       | Literatur                   | französisch                   | 2011 |      | siehe Prix Utopiales |
| V                                                                                                  |                          |                             |                               |      |      | |
| Premio Vegetti                                                                                     | SF                       | Literatur                   | italienisch                   | 2012 |      | |
| Prix de la Ville de Liévin                                                                         | Phantastik               | Comic                       | französisch                   | 2007 |      | wird zusammen mit dem Prix Aslan vergeben                                                                                                   |
| Vincent Preis                                                                                      | Horror                   | Literatur, Grafik, Hörspiel | deutsch                       | 2007 |      | |
| Prix Visions du Futur                                                                              | SF                       | Literatur                   | französisch                   | 1996 | 2018 | |
| Premiul Vladimir Colin                                                                             | Phantastik               | Literatur                   | rumänisch                     | 1992 |      | |
| W                                                                                                  |                          |                             |                               |      |      | |
| Walter James Miller Memorial Award                                                                 | Phantastik               | Literatur                   | international                 | 2017 |      | studentische Arbeit; verliehen im Rahmen des IAFA Award                                                                                     |
| Washington Science Fiction Association Small Press Award                                           |                          |                             |                               |      |      | siehe WSFA Small Press Award |
| Warner Aspect First Novel Contest                                                                  | SF                       | Literatur                   | englisch                      | 1997 | 2001 | Schreibwettbewerb des Verlags Warner Aspect                                                                                                 |
| William Atheling Jr. Award                                                                         | SF, Fantasy + Horror     | Literatur                   | englisch/Australien           | 1976 |      | Besprechungen und kritische Arbeiten im Rahmen des Ditmar Award                                                                             |
| William L. Crawford Fantasy Award                                                                  | Fantasy                  | Literatur                   | englisch                      | 1985 |      | Debütromane |
| Witali-Bugrow-Preis                                                                                | Phantastik               | Literatur                   | russisch                      | 1997 |      | im Rahmen des Aelita-Preises für editorische, bibliografische und literaturkritische Arbeiten                                               |
| Wolfgang-Hohlbein-Preis                                                                            | Phantastik               | Literatur                   | deutsch                       | 1996 | 2009 | |
| Wooden Rocket Award                                                                                | SF                       | Literatur/Website           | englisch                      | 2003 | 2005 | |
| World Fantasy Award                                                                                | Fantasy                  | Literatur                   | englisch                      | 1975 |      | |
| World Horror Convention Grand Master Award                                                         | Horror                   | Literatur                   | englisch                      | 1991 |      | |
| Worldcon Special Convention Award                                                                  | SF                       | Literatur                   | englisch                      | 1955 |      | |
| Writers and Illustrators of the Future Award                                                       | SF&F                     | Literatur                   | englisch                      | 1983 |      | |
| Writers of the Future Award                                                                        |                          |                             |                               |      |      | siehe Writers and Illustrators of the Future Award                                                                                          |
| WSFA Small Press Award                                                                             | SF                       | Literatur                   | englisch                      | 2007 |      | |
| X                                                                                                  |                          |                             |                               |      |      | |
| Xingyun-Preis                                                                                      | SF                       | Literatur                   | chinesisch                    | 2010 |      | |
| Y                                                                                                  |                          |                             |                               |      |      | |
| Yinhe-Preis                                                                                        | SF                       | Literatur                   | chinesisch                    | 1986 |      | |
| Z                                                                                                  |                          |                             |                               |      |      | |
| Zajdel-Preis                                                                                       |                          |                             |                               |      |      | siehe Janusz-A.-Zajdel-Preis |
| Prix Zone franche                                                                                  | SF, Fantasy, Phantastik  | Literatur                   | französisch                   | 2009 |      | |